# Castelo de Elvas
O Castelo de Elvas, no Alentejo, localiza-se na freguesia da Caia, São Pedro e Alcáçova, na cidade e município de Elvas, distrito de Portalegre, em Portugal.
Insere-se num conjunto de fortificações e obras anexas, consideradas Património da Humanidade desde 2012.
Erguido na zona lindeira, no alto de um monte em posição dominante sobre a povoação e o rio Guadiana, integra um impressionante conjunto defensivo erguido ao longo dos séculos. Na Idade Média, o papel do castelo era complementar à invocação expressa no brasão de armas da cidade: Custodi nos domine, ut pupilam oculi (Guardai-nos, Senhor, como à menina dos olhos). Atualmente é considerado como um dos melhores exemplos da evolução histórica da arquitectura militar no país.
Estrategicamente, a Praça forte de Elvas virava-se para Espanha e era considerada uma das primeiras defesas do Reino de Portugal durante a Guerra da Restauração.
O Castelo de Elvas está classificado como Monumento Nacional desde 1906. Integrando a Cidade – Quartel Fronteiriça de Elvas e as suas Fortificações, está classificado desde o dia 30 de Junho de 2012 como Património Mundial da Humanidade pela UNESCO.
Em 2014, o Castelo de Elvas foi integrado num novo projeto do Ministério da Defesa Nacional, criado com o apoio do Turismo de Portugal, chamado Turismo Militar, que apresenta roteiros históricos baseados em heróis portugueses.

## História

### Antecedentes
A prospecção arqueológica evidenciou que a primitiva ocupação humana deste sítio remonta a um castro galo-Celta, aproveitado pelos Romanos que o urbanizaram a partir do século II a.C., tendo em vista aí se encontrarem algumas das estradas que cortavam o sul da Península Ibérica. A povoação era então conhecida pelo nome de Helvas. Alguns autores compreendem ser testemunho deste período uma porta no interior do castelo, à qual atribuem características construtivas romanas.
Posteriormente a povoação foi ocupada por Visigodos e, a partir de 714, por Muçulmanos que, denominando-a como Ielbax, levantaram-lhe as primeiras duas cinturas de muralhas, das quais subsistem vestígios até aos nossos dias.

### O castelo medieval
À época da Reconquista cristã da Península, teria sido inicialmente tomada por forças cristãs sob o comando de Geraldo Sem Pavor (c. 1166), quando da conquista de Juromenha. Retomada pelos mouros, voltou às mãos portuguesas em 1220 para novamente cair na posse dos mouros. Somente em 1226 (1228 ou 1229 segundo outros autores) caiu definitivamente em mãos portuguesas, sob o reinado de D. Sancho II (1223-1248), que lhe outorgou Foral (Maio de 1229) e lhe determinou a reconstrução e reforço das defesas. Alguns autores compreendem que estas obras estariam concluídas já em 1228.
Os conflitos pela posse dessa fronteira atravessaram os reinados de:
- D. Dinis (1279-1325), que deu Carta de Foral à Vila (1231) e lhe ampliou as defesas;
- D. Fernando (1367-1383), que a dotou de uma terceira cintura de muralhas, reforçada por torres;
- D. João II (1481-1495), que determinou a reconstrução da Torre de Menagem (1488) e outros reparos, conforme a pedra de armas deste soberano sobre o portão de entrada; e
- D. Manuel I (1495-1521), que elevou a vila à categoria de cidade (1513).

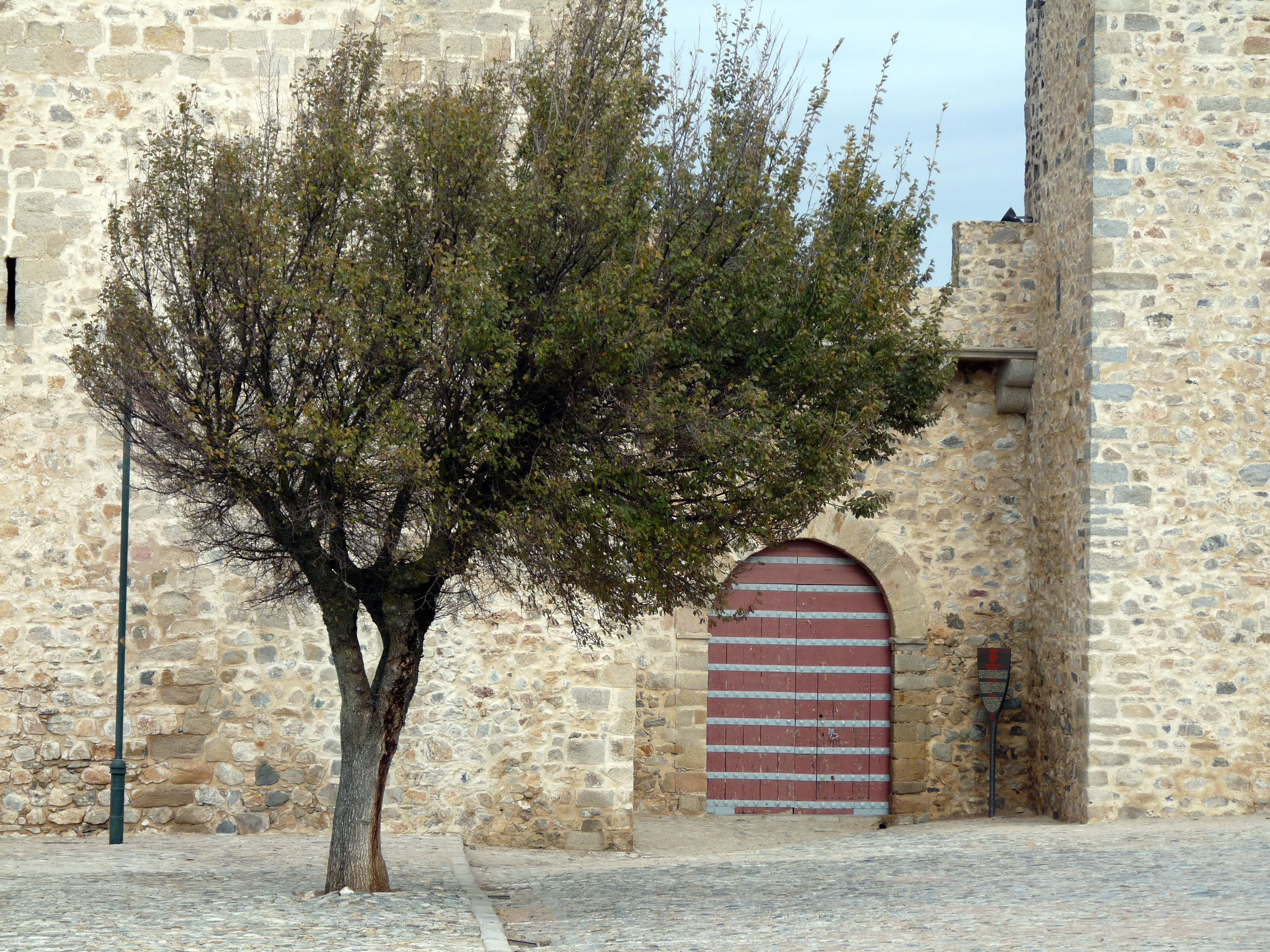
Castelo de Elvas, Portugal: entrada.

No conjunto, estes soberanos propiciaram à vila um notável sistema defensivo, que no início do século XVI ostentava uma tripla cintura de muralhas, vinte e duas torres, onze portas e barbacã, conforme o desenho de Duarte de Armas (Livro das Fortalezas, c. 1509). Estes dois últimos soberanos foram os responsáveis pela modernização do castelo para o sistema abaluartado, com linhas renascentistas, período em que passa a predominar a função residencial (paço dos alcaides).
Durante a Crise de 1383-1385, o alcaide de Elvas tomou o partido de D. Beatriz e de Castela. Entretanto, a população, liderada por Gil Fernandes, atacou o castelo e deteve o seu alcaide. Gil Fernandes jurou fidelidade a Portugal e a D. João I, provocando, no Verão de 1385, um cerco de vinte e cinco dias pelas forças castelhanas, ao qual a vila resistiu invicta.
Já o mesmo não conseguiu fazer no contexto da Crise de sucessão de 1580, quando o seu alcaide passou-se para o lado espanhol, afirma-se que a troco de ouro, voltando ao domínio português após a Restauração da independência.

### Da Guerra da Restauração aos nossos dias
Proclamada a restauração, a cidade desde logo teve a sua defesa modernizada, adaptada aos tiros da artilharia. Recebeu deste modo uma nova linha de muralhas, de traçado poligonal abaluartado, cujos trabalhos só estariam concluídos na primeira década do século XVIII. Transformada em uma autêntica Praça-forte, resistiu ao cerco espanhol de 1658, permitindo que o mesmo fosse derrotado na batalha das Linhas de Elvas (14 de Janeiro de 1659).
Embora essas modernas defesas de Elvas tenham chegado até nós em relativo estado de conservação, o mesmo não sucedeu às estruturas medievais, onde os efeitos do crescimento urbano cobraram o seu preço. O castelo foi o primeiro imóvel a ser classificado como Monumento Nacional no país, por Decreto publicado desde 9 de Outubro de 1906.
As intervenções de consolidação e restauro que tem recebido por parte do poder público desde então visaram entregá-lo ao público, permitindo ao longo das décadas a melhoria da sua visitação e compreensão. Da mesma forma, a pesquisa arqueológica realizada, visou recuperar os testemunhos sobre a sua evolução, enquadrando corretamente as suas diferentes estruturas na devida linha de tempo e permitindo, também, uma melhor compreensão.

## Características

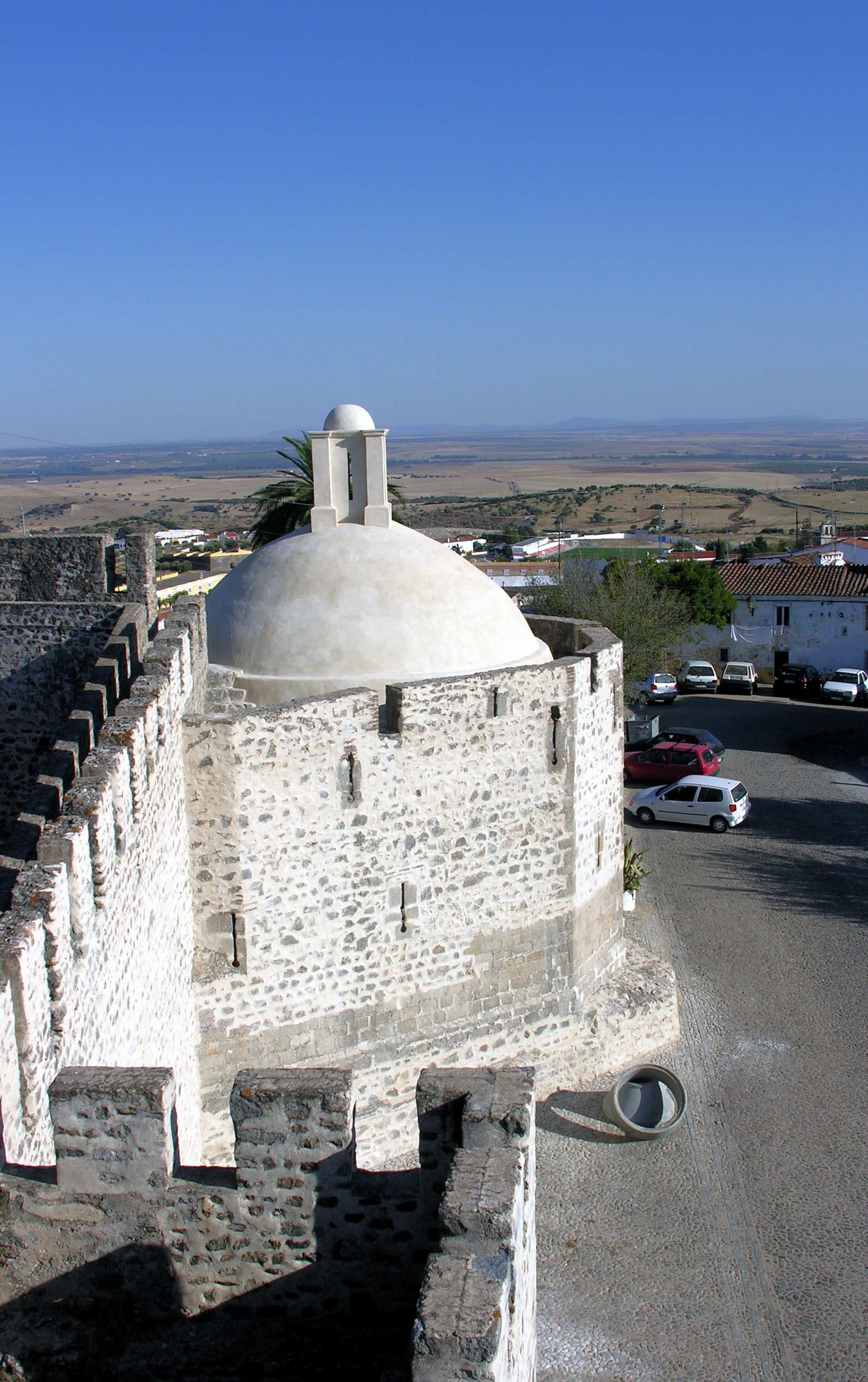
Castelo de Elvas, Portugal: torre hexagonal.

O castelo medieval ergue-se na cota mais elevada do terreno, a 320 metros acima do nível do mar. Em seu conjunto apresenta elementos dos variados períodos construtivos, que, no início da Idade Moderna, encontrava-se composto por três cortinas defensivas, conservando as duas mais antigas importantes estruturas do período muçulmano.
Na linha de defesa externa, mais recente, datando do reinado de D. Fernando, reforçada por vinte e dois torreões e por uma barbacã, abriam-se originalmente onze portas - reduzidas a três pelas reformas do século XVII (respectivamente a de Évora, a de Olivença e a de São Vicente). Esta defesa foi parcialmente absorvida pela expansão urbana.
A linha intermediária de defesa também foi comprometida por essa expansão. Os seus muros eram rasgados por quatro portas: a da Ferrada, a Porta Nova ou da Encarnação, a de Santiago e a do Bispo.
A linha de defesa interna ergue-se na cota mais elevada do terreno, a nordeste, tendo chegado até nós duas das suas antigas portas: a da Alcáçova e a do Miradeiro. É constituída pelo castelo do reinado de D. Sancho II, remodelado por D. Dinis e reforçado por D. João II e por D. Manuel I, apresentando planta quadrangular. Ladeado por duas torres quadrangulares, a mais alta correspondendo à de menagem, o Portão de Armas é protegido por um balcão sustentado por mísulas, onde se exibe o brasão de armas de D. João II. Em suas muralhas ameadas inscreve-se uma torre hexagonal irregular, rasgada por aberturas de troneiras e coberta por cúpula semi-esférica. O alto desta torre é percorrido por um adarve protegido por parapeito com largos merlões. Na praça de armas os diversos fragmentos arquitetônicos, denunciam as diferentes épocas construtivas e estilísticas.